# 14519 Ural
A 14519 Ural (ideiglenes jelöléssel 1996 TT38) egy kisbolygó a Naprendszerben. Eric Walter Elst fedezte fel 1996. október 8-án.